# بيئوية إسلامية
الحركة البيئية الإسلامية هي فرع من الفلسفة البيئية فضلًا عن كونها حركة إسلامية تستخدم المبادئ البيئية المستمدة من الكتب والتقاليد الإسلامية للبيئة والأزمة البيئية في العصر الحديث. ويؤمن علماء البيئة المسلمون بسيادة الله المطلقة على الطبيعة ويؤكدون على دور الإنسان باعتباره خليفة الله، مما يجعل من واجبهم حماية البيئة والحفاظ عليها. تشمل البيئة الإسلامية الفلسفة البيئية الإسلامية، والقانون البيئي القائم على الشريعة الإسلامية، والنشاط البيئي الإسلامي. ومن أشهر وأقدم ما كُتب في هذا المجال هو رسالة في أصناف الحيوانات وعجائب هياكلها وغرائب أحوالها.

## التاريخ
بدأت الحركة البيئية الإسلامية الحديثة مع الفيلسوف الإيراني سيد حسين نصر وتطورت منذ ستينيات القرن العشرين. تشكل سلسلة المحاضرات التي ألقاها نصر في جامعة شيكاغو عام 1966 نقطة مرجعية أصلية. لقد كان في الواقع من بين المفكرين الأوائل الذين "لفتوا الانتباه إلى الأبعاد الروحية للأزمة البيئية". ويستند نصر إلى التصوف ومفهوم وحدة الوجود للتأكيد على الارتباط بين التدهور البيئي والأزمات الروحية والأخلاقية في العالم الحديث. وقد تطور مجال البيئة الإسلامية بشكل أكبر في ثمانينيات القرن العشرين بفضل المساهمات التي قدمها مفكرون معاصرون مثل مويل عزي الدين وفضلون خالد [الإنجليزية].

## الشخصيات
يُعتبر الفيلسوف الإيراني المولد سيد حسين نصر الأب المؤسس للحركة البيئية الإسلامية الحديثة. ومن الشخصيات البارزة الأخرى في هذا المجال: فضلون خالد [الإنجليزية]، مويل عزي الدين، عثمان لويلين، إبراهيم أوزديمير [الإنجليزية]، سيد نعمان الحق، مصطفى أبو صوي.

## الأفكار

### لا سيادة إنسانية
يقع مفهوم السيادة البشرية على الطبيعة والموارد الطبيعية، والذي يُشار إليه بـ "السيادة" في السياقات الدينية، في قلب المناقشات البيئية الدينية والعلمانية. القرآن الكريم، على عكس الكتاب المقدس العبري والفلسفة العلمانية، لا يُعترف بالسيادة البشرية على الطبيعة، الأمر الذي كان له تأثير كبير على النقاش البيئي الإسلامي. ويصرح القرآن الكريم في سبعة عشر موضعًا مختلفًا بأن الملك أو السيادة حصرية لله. كلمة "مُلك" مشتقة من الجذر (مَلَكَ)، وتعني "الملكية" أو "الحيازة". وقد وردت ثمانٍ وأربعين مرة في القرآن الكريم، وتشير إلى كلٍّ من المملكة الأرضية أو الملكية. يرد أن الله هو الذي يملك المُلك دائمًا في كل مقطع عندما يتم ذكر "السماوات والأرض" ككل، بدلًا من مملكة أرضية محددة.

### البشرية والخلافة
عَرّف القرآنُ الإنسان بأنه خليفة في الأرض، أي ممثل أو وارث، لا مالكًا لها أو متسلّطًا عليها. وتُعَدّ فكرة الخلافة (الرعاية أو الوكالة) من أهم المفاهيم في الفكر البيئي الإسلامي. ويؤكد أنصار "الإسلام البيئي" على واجب الإنسان بوصفه نائبًا عن الله أو خليفةً له في الأرض؛ ومن ثم، فإن عليه أن يتصرّف وفقًا لإرادة الله، وأن يعتني بالأرض بالطريقة التي أمر بها. ومن الضروري أن نُدرك أن الخلافة لا تعني التفوق أو السيطرة على الكائنات الحية الأخرى، بل يجب على الإنسان أن يتعلم كيف يعيش في انسجام مع الطبيعة، لا في صراع معها، ليكون راعيًا حقيقيًا لها. ويذهب بعض العلماء المسلمين إلى اعتبار هذه الخلافة اختبارًا إلهيًّا للإنسان. إن العالم الطبيعي، بصفته خلقًا من خلق الله، هو آية من آياته، يمكن للإنسان من خلالها أن يتعرّف على الله.

### وحدانية الله
إن فكرة وحدانية الله (التوحيد) هي مبدأ مهم آخر يتم السعي إليه بشكل متكرر في علم البيئة الإسلامي. في سياق البيئة الإسلامية، فإن مفهوم التوحيد له مستويات مختلفة من المعنى. فهو يشير، بداية، إلى وحدانية الله، على النقيض من العقائد والمعتقدات التعددية، ووحدة الله، على النقيض من فكرة التثليث المسيحية. فهو تعبير عن وحدة الله المتعالية مع كل خلقه. إن هذه الوحدة مع الخلق تعبر عن حقيقة مفادها أن كل شيء في العالم هو جزء من خلق الله ومترابط، مما يجعل العالم بأكمله ذا معنى وقيمة ويستحق الحفاظ عليه.

### مفهومالميزان
إن مفهوم الميزان، والذي يعني "التوازن"، يُعَدّ حجر الأساس في النظرة الإسلامية للبيئة. ويُستخدم هذا المفهوم لوصف الأنظمة البيئية المعقّدة والقوانين الفيزيائية التي تحكم الكون. الآية الأكثر شيوعًا بين العلماء المسلمين عند الحديث عن الميزان هي قوله تعالى في سورة الحجر، الآية 19 ﴿وَالْأَرْضَ مَدَدْنَاهَا وَأَلْقَيْنَا فِيهَا رَوَاسِيَ وَأَنبَتْنَا فِيهَا مِن كُلِّ شَيْءٍ مَّوْزُونٍ﴾ أي: إن الله سبحانه بسط الأرض، وثبّتها بالجبال، وأنبت فيها كل شيء بقدر وتوازن. وبمعنى آخر، يجب على الإنسان أن يُحسن استخدام العقل، وأن يحافظ على التوازن والتناسق الذي أودعه الله في خلقه. وفي اللغة العربية، كلمة "ميزان" تحمل دلالتين: التوازن الفيزيائي والعدل، مما يربط بين الضبط الكوني والعدالة الأخلاقية في الرؤية الإسلامية.

## طالع أيضًا
- المركزية الحيوية (الأخلاق)
- علم البيئة العميقة
- الأخلاقيات البيئية
- المؤسسة الإسلامية للبيئة والعلوم البيئية
- أخلاقيات الأرض
- إعادة تقديس الطبيعة [الإنجليزية]
- جزيرة ميسالي [الإنجليزية] (أول تعاون موثق بين منظمة علمانية للحفاظ على البيئة وزعماء دينيين لتعزيز الحفاظ على البيئة)